# Condado de Oxford (título nobiliario)

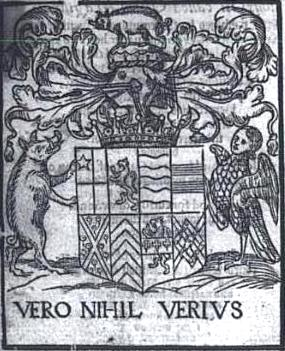
Xilografía de 1574 que muestra la armería heráldica de Edward de Vere, XVII conde de Oxford, con el latín Vero Nihil Verius ("Nada más verdad que la verdad")

Conde de Oxford es un título inactivo en la Nobleza de Inglaterra, creado por primera vez para Aubrey de Vere por la Emperatriz Matilde en 1141. Su familia iba a ostentar el título durante más de cinco siglos y medio, hasta la muerte del XX conde en 1703. Los de Vere también fueron titulares hereditarios del cargo de Lord Great Chamberlain desde 1133 hasta la muerte de XVIII conde en 1625. Su principal asiento era castillo de Hedingham en Essex, pero tenían tierras en el sur de Inglaterra y Midlands, particularmente en el este de Inglaterra. El condado real se llamó 'Oxenford' hasta al menos finales del siglo XVII. Las fuentes medievales se refieren así a 'mi señor de Oxenford' cuando hablan del conde.

## Condes de Oxford (1141)

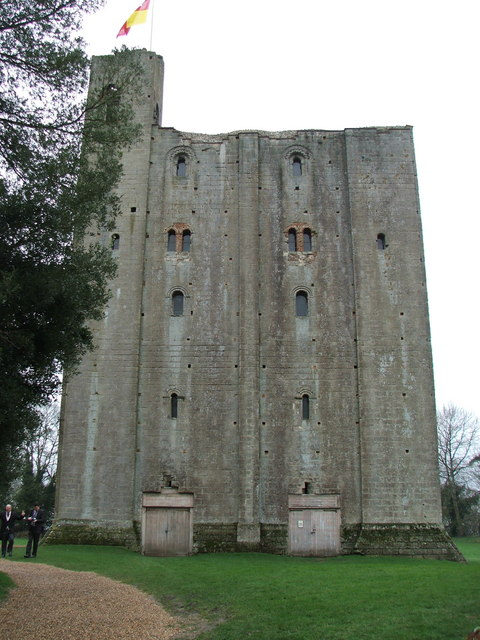
Hedingham Castle en Essex, sede principal de los Condes de Oxford

Poco después de la muerte de su padre en 1141, Aubrey III de Vere fue reclutado por la Emperatriz Matilda. El cuñado de Aubrey, Geoffrey de Mandeville, I conde de Essex, aparentemente negoció la oferta del condado de Cambridge, con una oferta secundaria de uno de los cuatro condados si su pariente reclamaba Cambridgeshire. Aubrey no tenía tierras en Oxfordshire en ese momento, pero su hijo mayor Aubrey IV se casaría con una heredera con señoríos en ese condado.
Aubrey IV supuestamente era un aliado del rey Juan, mientras que su hermano Robert, III conde era uno de los 25 barones de la Carta Magna. Su descendiente, otro Robert, el IX conde, era un favorito del rey Ricardo II de Inglaterra, quien lo creó duque de Irlanda. John el XIII conde era un Lancaster durante la Guerra de las Rosas y comandante de Enrique Tudor en la Batalla de Bosworth Field en 1485. El XVII conde se ha convertido en el más famoso de la línea debido a su surgimiento como un candidato alternativo popular como autor real de las obras de William Shakespeare (ver Teoría oxfordiana de la autoría de Shakespeare). El XVII conde estaba bajo la tutela y más tarde yerno de Lord Burghley (William Cecil, I barón de Burghley), la reina Isabel I de Inglaterra, secretario de Estado. A la muerte del XX conde, sin herederos varones identificables, el título quedó inactivo.
Los Condes de Oxford no tenían título subsidiario, por lo que sus herederos aparentes fueron diseñados con títulos de cortesía inventados: inicialmente Lord Vere, y más tarde Vizconde Bolebec (a veces escrito Vizconde Bulbeck).
El principal escudo de armas o escudo de Oxford era de gules trimestrales, o rojo y amarillo, con una estrella de cinco puntas de plata llamada salmonete o molet en el primer cantón. Según la tradición de la familia De Vere, se dice que este molet se refiere a una reaparición de la Estrella de Belén que se mostró a un De Vere anterior mientras estaba en una Cruzada y, por lo tanto, lo llevó a la victoria. En los siglos XIV y XV, la librea familiar que llevaban sus criados era naranja decorada con un molet blanco. Una insignia posterior asociada con De Vere es un jabalí azul. Una variación de escudo posterior del molet blanco de De Vere tiene un molet azul más pequeño ubicado dentro del blanco, pero esto puede ser una simple marca de brisura; en heráldica, el molet también se usa en cualquier familia para indicar el tercer hijo de un poseedor del título. El tercer hijo lleva los brazos de su padre diferenciados con un molet.
Se dice que una confusión entre el molet blanco de De Vere y el resplandor solar y la rosa blanca de Eduardo IV de Inglaterra condujo al incidente de fuego amigo entre los hombres de Neville y los hombres de De Vere en la Batalla de Barnet en 1471. Luchando en la niebla, los Neville (antiguos yorkistas) dispararon contra sus aliados de De Vere (lancasterianos acérrimos) y así provocaron el colapso del centro y la derecha de Lancaster. Ambos contingentes comenzaron a desbandarse gritando 'traición'.

## Lista de titulares
- Aubrey de Vere, I conde de Oxford, (c. 1115–1194)
- Aubrey de Vere, II conde de Oxford (c. 1164-1214)
- Robert de Vere, III conde de Oxford (c. 1173-1221)
- Hugh de Vere, IV conde de Oxford (c. 1208-1263)
- Robert de Vere, V conde de Oxford (1240-1296) (perdido en 1265, restaurado poco después)
- Robert de Vere, VI conde de Oxford (1257-1331)
- John de Vere, VII conde de Oxford (1312-1360)
- Thomas de Vere, VII conde de Oxford (1337-1371)
- Robert de Vere, IX conde de Oxford (1362-1392) (pérdida de 1388)
- Aubrey de Vere, X conde de Oxford (1340-1400) (restaurado en 1393)
- Richard de Vere, XI conde de Oxford (1385-1417)
- John de Vere, XII conde de Oxford (1408-1462)
- John de Vere, XIII conde de Oxford (1442-1513) (perdido en 1475, restaurado en 1485)
- John de Vere, XIV conde de Oxford (1499–1526)
- John de Vere, XV conde de Oxford (1482-1540)
- John de Vere, XVI conde de Oxford (1516-1562)
- Edward de Vere, XVII conde de Oxford (1550-1604)
- Henry de Vere, XVIII conde de Oxford (1593-1625)
- Robert de Vere, XIX conde de Oxford (1575-1632)
- Aubrey de Vere, XX conde de Oxford (1627-1703) (inactivo 1703)

|                                     |                                     |                                     |                                     |                                     |                                     |  |  |  |  |  |  | Aubrey de Vere 1st Earl (d. 1194)     |                                       |                                       |                                       |                                       |                                       |  |  |  |  |  |  |                                      |                                      |                                      |                                      |                                      |                                      |  |  |  |  |  |  |  |  |  |  |  |  |  |  |  |  |  |  |
|                                     |                                     |                                     |                                     |                                     |                                     |  |  |  |  |  |  |                                       |                                       |                                       |                                       |                                       |                                       |  |  |  |  |  |  |                                      |                                      |                                      |                                      |                                      |                                      |  |  |  |  |  |  |  |  |  |  |  |  |  |  |  |  |  |  |
|                                     |                                     |                                     |                                     |                                     |                                     |  |  |  |  |  |  |                                       |                                       |                                       |                                       |                                       |                                       |  |  |  |  |  |  |                                      |                                      |                                      |                                      |                                      |                                      |  |  |  |  |  |  |  |  |  |  |  |  |  |  |  |  |  |  |
| Aubrey de Vere 2nd Earl (d. 1214)   | Aubrey de Vere 2nd Earl (d. 1214)   | Aubrey de Vere 2nd Earl (d. 1214)   | Aubrey de Vere 2nd Earl (d. 1214)   | Aubrey de Vere 2nd Earl (d. 1214)   | Aubrey de Vere 2nd Earl (d. 1214)   |  |  |  |  |  |  | Robert de Vere 3rd Earl (d. 1221)     | Robert de Vere 3rd Earl (d. 1221)     | Robert de Vere 3rd Earl (d. 1221)     | Robert de Vere 3rd Earl (d. 1221)     | Robert de Vere 3rd Earl (d. 1221)     | Robert de Vere 3rd Earl (d. 1221)     |  |  |  |  |  |  |                                      |                                      |                                      |                                      |                                      |                                      |  |  |  |  |  |  |  |  |  |  |  |  |  |  |  |  |  |  |
| Aubrey de Vere 2nd Earl (d. 1214)   | Aubrey de Vere 2nd Earl (d. 1214)   | Aubrey de Vere 2nd Earl (d. 1214)   | Aubrey de Vere 2nd Earl (d. 1214)   | Aubrey de Vere 2nd Earl (d. 1214)   | Aubrey de Vere 2nd Earl (d. 1214)   |  |  |  |  |  |  | Robert de Vere 3rd Earl (d. 1221)     | Robert de Vere 3rd Earl (d. 1221)     | Robert de Vere 3rd Earl (d. 1221)     | Robert de Vere 3rd Earl (d. 1221)     | Robert de Vere 3rd Earl (d. 1221)     | Robert de Vere 3rd Earl (d. 1221)     |  |  |  |  |  |  |                                      |                                      |                                      |                                      |                                      |                                      |  |  |  |  |  |  |  |  |  |  |  |  |  |  |  |  |  |  |
|                                     |                                     |                                     |                                     |                                     |                                     |  |  |  |  |  |  | Hugh de Vere 4th Earl (d. 1263)       |                                       |                                       |                                       |                                       |                                       |  |  |  |  |  |  |                                      |                                      |                                      |                                      |                                      |                                      |  |  |  |  |  |  |  |  |  |  |  |  |  |  |  |  |  |  |
|                                     |                                     |                                     |                                     |                                     |                                     |  |  |  |  |  |  |                                       |                                       |                                       |                                       |                                       |                                       |  |  |  |  |  |  |                                      |                                      |                                      |                                      |                                      |                                      |  |  |  |  |  |  |  |  |  |  |  |  |  |  |  |  |  |  |
|                                     |                                     |                                     |                                     |                                     |                                     |  |  |  |  |  |  | Robert de Vere 5th Earl (d. 1296)     |                                       |                                       |                                       |                                       |                                       |  |  |  |  |  |  |                                      |                                      |                                      |                                      |                                      |                                      |  |  |  |  |  |  |  |  |  |  |  |  |  |  |  |  |  |  |
|                                     |                                     |                                     |                                     |                                     |                                     |  |  |  |  |  |  |                                       |                                       |                                       |                                       |                                       |                                       |  |  |  |  |  |  |                                      |                                      |                                      |                                      |                                      |                                      |  |  |  |  |  |  |  |  |  |  |  |  |  |  |  |  |  |  |
|                                     |                                     |                                     |                                     |                                     |                                     |  |  |  |  |  |  |                                       |                                       |                                       |                                       |                                       |                                       |  |  |  |  |  |  |                                      |                                      |                                      |                                      |                                      |                                      |  |  |  |  |  |  |  |  |  |  |  |  |  |  |  |  |  |  |
| Robert de Vere 6th Earl (1257–1331) | Robert de Vere 6th Earl (1257–1331) | Robert de Vere 6th Earl (1257–1331) | Robert de Vere 6th Earl (1257–1331) | Robert de Vere 6th Earl (1257–1331) | Robert de Vere 6th Earl (1257–1331) |  |  |  |  |  |  | Alfonso de Vere (d. 1328)             | Alfonso de Vere (d. 1328)             | Alfonso de Vere (d. 1328)             | Alfonso de Vere (d. 1328)             | Alfonso de Vere (d. 1328)             | Alfonso de Vere (d. 1328)             |  |  |  |  |  |  |                                      |                                      |                                      |                                      |                                      |                                      |  |  |  |  |  |  |  |  |  |  |  |  |  |  |  |  |  |  |
| Robert de Vere 6th Earl (1257–1331) | Robert de Vere 6th Earl (1257–1331) | Robert de Vere 6th Earl (1257–1331) | Robert de Vere 6th Earl (1257–1331) | Robert de Vere 6th Earl (1257–1331) | Robert de Vere 6th Earl (1257–1331) |  |  |  |  |  |  | Alfonso de Vere (d. 1328)             | Alfonso de Vere (d. 1328)             | Alfonso de Vere (d. 1328)             | Alfonso de Vere (d. 1328)             | Alfonso de Vere (d. 1328)             | Alfonso de Vere (d. 1328)             |  |  |  |  |  |  |                                      |                                      |                                      |                                      |                                      |                                      |  |  |  |  |  |  |  |  |  |  |  |  |  |  |  |  |  |  |
|                                     |                                     |                                     |                                     |                                     |                                     |  |  |  |  |  |  | John de Vere 7th Earl (1312–1360)     |                                       |                                       |                                       |                                       |                                       |  |  |  |  |  |  |                                      |                                      |                                      |                                      |                                      |                                      |  |  |  |  |  |  |  |  |  |  |  |  |  |  |  |  |  |  |
|                                     |                                     |                                     |                                     |                                     |                                     |  |  |  |  |  |  |                                       |                                       |                                       |                                       |                                       |                                       |  |  |  |  |  |  |                                      |                                      |                                      |                                      |                                      |                                      |  |  |  |  |  |  |  |  |  |  |  |  |  |  |  |  |  |  |
|                                     |                                     |                                     |                                     |                                     |                                     |  |  |  |  |  |  |                                       |                                       |                                       |                                       |                                       |                                       |  |  |  |  |  |  |                                      |                                      |                                      |                                      |                                      |                                      |  |  |  |  |  |  |  |  |  |  |  |  |  |  |  |  |  |  |
| Thomas de Vere 8th Earl (d. 1371)   | Thomas de Vere 8th Earl (d. 1371)   | Thomas de Vere 8th Earl (d. 1371)   | Thomas de Vere 8th Earl (d. 1371)   | Thomas de Vere 8th Earl (d. 1371)   | Thomas de Vere 8th Earl (d. 1371)   |  |  |  |  |  |  | Aubrey de Vere 10th Earl (1338–1400)  | Aubrey de Vere 10th Earl (1338–1400)  | Aubrey de Vere 10th Earl (1338–1400)  | Aubrey de Vere 10th Earl (1338–1400)  | Aubrey de Vere 10th Earl (1338–1400)  | Aubrey de Vere 10th Earl (1338–1400)  |  |  |  |  |  |  |                                      |                                      |                                      |                                      |                                      |                                      |  |  |  |  |  |  |  |  |  |  |  |  |  |  |  |  |  |  |
| Thomas de Vere 8th Earl (d. 1371)   | Thomas de Vere 8th Earl (d. 1371)   | Thomas de Vere 8th Earl (d. 1371)   | Thomas de Vere 8th Earl (d. 1371)   | Thomas de Vere 8th Earl (d. 1371)   | Thomas de Vere 8th Earl (d. 1371)   |  |  |  |  |  |  | Aubrey de Vere 10th Earl (1338–1400)  | Aubrey de Vere 10th Earl (1338–1400)  | Aubrey de Vere 10th Earl (1338–1400)  | Aubrey de Vere 10th Earl (1338–1400)  | Aubrey de Vere 10th Earl (1338–1400)  | Aubrey de Vere 10th Earl (1338–1400)  |  |  |  |  |  |  |                                      |                                      |                                      |                                      |                                      |                                      |  |  |  |  |  |  |  |  |  |  |  |  |  |  |  |  |  |  |
| Robert de Vere 9th Earl (1362–1392) | Robert de Vere 9th Earl (1362–1392) | Robert de Vere 9th Earl (1362–1392) | Robert de Vere 9th Earl (1362–1392) | Robert de Vere 9th Earl (1362–1392) | Robert de Vere 9th Earl (1362–1392) |  |  |  |  |  |  | Richard de Vere 11th Earl (1385–1417) | Richard de Vere 11th Earl (1385–1417) | Richard de Vere 11th Earl (1385–1417) | Richard de Vere 11th Earl (1385–1417) | Richard de Vere 11th Earl (1385–1417) | Richard de Vere 11th Earl (1385–1417) |  |  |  |  |  |  |                                      |                                      |                                      |                                      |                                      |                                      |  |  |  |  |  |  |  |  |  |  |  |  |  |  |  |  |  |  |
| Robert de Vere 9th Earl (1362–1392) | Robert de Vere 9th Earl (1362–1392) | Robert de Vere 9th Earl (1362–1392) | Robert de Vere 9th Earl (1362–1392) | Robert de Vere 9th Earl (1362–1392) | Robert de Vere 9th Earl (1362–1392) |  |  |  |  |  |  | Richard de Vere 11th Earl (1385–1417) | Richard de Vere 11th Earl (1385–1417) | Richard de Vere 11th Earl (1385–1417) | Richard de Vere 11th Earl (1385–1417) | Richard de Vere 11th Earl (1385–1417) | Richard de Vere 11th Earl (1385–1417) |  |  |  |  |  |  |                                      |                                      |                                      |                                      |                                      |                                      |  |  |  |  |  |  |  |  |  |  |  |  |  |  |  |  |  |  |
|                                     |                                     |                                     |                                     |                                     |                                     |  |  |  |  |  |  |                                       |                                       |                                       |                                       |                                       |                                       |  |  |  |  |  |  |                                      |                                      |                                      |                                      |                                      |                                      |  |  |  |  |  |  |  |  |  |  |  |  |  |  |  |  |  |  |
|                                     |                                     |                                     |                                     |                                     |                                     |  |  |  |  |  |  | John de Vere 12th Earl (1408–1462)    | John de Vere 12th Earl (1408–1462)    | John de Vere 12th Earl (1408–1462)    | John de Vere 12th Earl (1408–1462)    | John de Vere 12th Earl (1408–1462)    | John de Vere 12th Earl (1408–1462)    |  |  |  |  |  |  | Robert de Vere                       | Robert de Vere                       | Robert de Vere                       | Robert de Vere                       | Robert de Vere                       | Robert de Vere                       |  |  |  |  |  |  |  |  |  |  |  |  |  |  |  |  |  |  |
|                                     |                                     |                                     |                                     |                                     |                                     |  |  |  |  |  |  | John de Vere 12th Earl (1408–1462)    | John de Vere 12th Earl (1408–1462)    | John de Vere 12th Earl (1408–1462)    | John de Vere 12th Earl (1408–1462)    | John de Vere 12th Earl (1408–1462)    | John de Vere 12th Earl (1408–1462)    |  |  |  |  |  |  | Robert de Vere                       | Robert de Vere                       | Robert de Vere                       | Robert de Vere                       | Robert de Vere                       | Robert de Vere                       |  |  |  |  |  |  |  |  |  |  |  |  |  |  |  |  |  |  |
|                                     |                                     |                                     |                                     |                                     |                                     |  |  |  |  |  |  |                                       |                                       |                                       |                                       |                                       |                                       |  |  |  |  |  |  |                                      |                                      |                                      |                                      |                                      |                                      |  |  |  |  |  |  |  |  |  |  |  |  |  |  |  |  |  |  |
| John de Vere 13th Earl (1442–1513)  | John de Vere 13th Earl (1442–1513)  | John de Vere 13th Earl (1442–1513)  | John de Vere 13th Earl (1442–1513)  | John de Vere 13th Earl (1442–1513)  | John de Vere 13th Earl (1442–1513)  |  |  |  |  |  |  | George de Vere                        | George de Vere                        | George de Vere                        | George de Vere                        | George de Vere                        | George de Vere                        |  |  |  |  |  |  | John de Vere                         | John de Vere                         | John de Vere                         | John de Vere                         | John de Vere                         | John de Vere                         |  |  |  |  |  |  |  |  |  |  |  |  |  |  |  |  |  |  |
| John de Vere 13th Earl (1442–1513)  | John de Vere 13th Earl (1442–1513)  | John de Vere 13th Earl (1442–1513)  | John de Vere 13th Earl (1442–1513)  | John de Vere 13th Earl (1442–1513)  | John de Vere 13th Earl (1442–1513)  |  |  |  |  |  |  | George de Vere                        | George de Vere                        | George de Vere                        | George de Vere                        | George de Vere                        | George de Vere                        |  |  |  |  |  |  | John de Vere                         | John de Vere                         | John de Vere                         | John de Vere                         | John de Vere                         | John de Vere                         |  |  |  |  |  |  |  |  |  |  |  |  |  |  |  |  |  |  |
|                                     |                                     |                                     |                                     |                                     |                                     |  |  |  |  |  |  | John de Vere 14th Earl (1499–1526)    | John de Vere 14th Earl (1499–1526)    | John de Vere 14th Earl (1499–1526)    | John de Vere 14th Earl (1499–1526)    | John de Vere 14th Earl (1499–1526)    | John de Vere 14th Earl (1499–1526)    |  |  |  |  |  |  | John de Vere 15th Earl (d. 1540)     | John de Vere 15th Earl (d. 1540)     | John de Vere 15th Earl (d. 1540)     | John de Vere 15th Earl (d. 1540)     | John de Vere 15th Earl (d. 1540)     | John de Vere 15th Earl (d. 1540)     |  |  |  |  |  |  |  |  |  |  |  |  |  |  |  |  |  |  |
|                                     |                                     |                                     |                                     |                                     |                                     |  |  |  |  |  |  | John de Vere 14th Earl (1499–1526)    | John de Vere 14th Earl (1499–1526)    | John de Vere 14th Earl (1499–1526)    | John de Vere 14th Earl (1499–1526)    | John de Vere 14th Earl (1499–1526)    | John de Vere 14th Earl (1499–1526)    |  |  |  |  |  |  | John de Vere 15th Earl (d. 1540)     | John de Vere 15th Earl (d. 1540)     | John de Vere 15th Earl (d. 1540)     | John de Vere 15th Earl (d. 1540)     | John de Vere 15th Earl (d. 1540)     | John de Vere 15th Earl (d. 1540)     |  |  |  |  |  |  |  |  |  |  |  |  |  |  |  |  |  |  |
|                                     |                                     |                                     |                                     |                                     |                                     |  |  |  |  |  |  |                                       |                                       |                                       |                                       |                                       |                                       |  |  |  |  |  |  |                                      |                                      |                                      |                                      |                                      |                                      |  |  |  |  |  |  |  |  |  |  |  |  |  |  |  |  |  |  |
|                                     |                                     |                                     |                                     |                                     |                                     |  |  |  |  |  |  | John de Vere 16th Earl (1516–1562)    | John de Vere 16th Earl (1516–1562)    | John de Vere 16th Earl (1516–1562)    | John de Vere 16th Earl (1516–1562)    | John de Vere 16th Earl (1516–1562)    | John de Vere 16th Earl (1516–1562)    |  |  |  |  |  |  | Aubrey de Vere (b. 1519)             | Aubrey de Vere (b. 1519)             | Aubrey de Vere (b. 1519)             | Aubrey de Vere (b. 1519)             | Aubrey de Vere (b. 1519)             | Aubrey de Vere (b. 1519)             |  |  |  |  |  |  |  |  |  |  |  |  |  |  |  |  |  |  |
|                                     |                                     |                                     |                                     |                                     |                                     |  |  |  |  |  |  | John de Vere 16th Earl (1516–1562)    | John de Vere 16th Earl (1516–1562)    | John de Vere 16th Earl (1516–1562)    | John de Vere 16th Earl (1516–1562)    | John de Vere 16th Earl (1516–1562)    | John de Vere 16th Earl (1516–1562)    |  |  |  |  |  |  | Aubrey de Vere (b. 1519)             | Aubrey de Vere (b. 1519)             | Aubrey de Vere (b. 1519)             | Aubrey de Vere (b. 1519)             | Aubrey de Vere (b. 1519)             | Aubrey de Vere (b. 1519)             |  |  |  |  |  |  |  |  |  |  |  |  |  |  |  |  |  |  |
|                                     |                                     |                                     |                                     |                                     |                                     |  |  |  |  |  |  | Edward de Vere 17th Earl (1550–1604)  | Edward de Vere 17th Earl (1550–1604)  | Edward de Vere 17th Earl (1550–1604)  | Edward de Vere 17th Earl (1550–1604)  | Edward de Vere 17th Earl (1550–1604)  | Edward de Vere 17th Earl (1550–1604)  |  |  |  |  |  |  | Hugh de Vere                         | Hugh de Vere                         | Hugh de Vere                         | Hugh de Vere                         | Hugh de Vere                         | Hugh de Vere                         |  |  |  |  |  |  |  |  |  |  |  |  |  |  |  |  |  |  |
|                                     |                                     |                                     |                                     |                                     |                                     |  |  |  |  |  |  | Edward de Vere 17th Earl (1550–1604)  | Edward de Vere 17th Earl (1550–1604)  | Edward de Vere 17th Earl (1550–1604)  | Edward de Vere 17th Earl (1550–1604)  | Edward de Vere 17th Earl (1550–1604)  | Edward de Vere 17th Earl (1550–1604)  |  |  |  |  |  |  | Hugh de Vere                         | Hugh de Vere                         | Hugh de Vere                         | Hugh de Vere                         | Hugh de Vere                         | Hugh de Vere                         |  |  |  |  |  |  |  |  |  |  |  |  |  |  |  |  |  |  |
|                                     |                                     |                                     |                                     |                                     |                                     |  |  |  |  |  |  | Henry de Vere 18th Earl (1593–1625)   | Henry de Vere 18th Earl (1593–1625)   | Henry de Vere 18th Earl (1593–1625)   | Henry de Vere 18th Earl (1593–1625)   | Henry de Vere 18th Earl (1593–1625)   | Henry de Vere 18th Earl (1593–1625)   |  |  |  |  |  |  | Robert de Vere 19th Earl (1575–1632) | Robert de Vere 19th Earl (1575–1632) | Robert de Vere 19th Earl (1575–1632) | Robert de Vere 19th Earl (1575–1632) | Robert de Vere 19th Earl (1575–1632) | Robert de Vere 19th Earl (1575–1632) |  |  |  |  |  |  |  |  |  |  |  |  |  |  |  |  |  |  |
|                                     |                                     |                                     |                                     |                                     |                                     |  |  |  |  |  |  | Henry de Vere 18th Earl (1593–1625)   | Henry de Vere 18th Earl (1593–1625)   | Henry de Vere 18th Earl (1593–1625)   | Henry de Vere 18th Earl (1593–1625)   | Henry de Vere 18th Earl (1593–1625)   | Henry de Vere 18th Earl (1593–1625)   |  |  |  |  |  |  | Robert de Vere 19th Earl (1575–1632) | Robert de Vere 19th Earl (1575–1632) | Robert de Vere 19th Earl (1575–1632) | Robert de Vere 19th Earl (1575–1632) | Robert de Vere 19th Earl (1575–1632) | Robert de Vere 19th Earl (1575–1632) |  |  |  |  |  |  |  |  |  |  |  |  |  |  |  |  |  |  |
|                                     |                                     |                                     |                                     |                                     |                                     |  |  |  |  |  |  |                                       |                                       |                                       |                                       |                                       |                                       |  |  |  |  |  |  | Aubrey de Vere 20th Earl (1627–1703) |                                      |                                      |                                      |                                      |                                      |  |  |  |  |  |  |  |  |  |  |  |  |  |  |  |  |  |  |

## Conde de Oxford y Conde Mortimer (1711)
El título Conde de Oxford y Conde Mortimer fue creado en la Nobleza de Gran Bretaña para Robert Harley en 1711. Se extinguió en 1853.

## Conde de Oxford y Asquith (1925)
Después de la extinción del Conde de Oxford y Conde Mortimer, el ex primer ministro Herbert Henry Asquith estaba ansioso por elegir "Conde de Oxford" para su propio título. Como un condado era entonces tradicional para los ex primeros ministros, y Asquith tenía varias conexiones con la ciudad de Oxford, parecía una elección lógica y contaba con el apoyo del rey. Sin embargo, la propuesta ofendió mucho a los descendientes de los condes y, ante su oposición, hubo que elegir otro título: "Conde de Oxford y Asquith".